# 绥芬河口岸
绥芬河口岸，是中国黑龙江省的一个国家级一类公路口岸。是中国进、出俄罗斯波格拉尼奇内的陆路通道，位于牡丹江绥芬河市。绥芬河口岸对面是俄罗斯波格拉尼奇内口岸，距俄罗斯双城子125公里。1988年12月经国家主管部门批准进行汽车临时过货运输。1990年3月经中国与原苏联两国政府换文确认为汽车运输口岸。1993年1月经中俄两国政府再次换文确认为汽车过往口岸，1994年1月经中俄两国政府确认为国际公路客货运输口岸。2000年9月经国务院批准作为国家一类口岸对外开放。2003年5月经国务院批准开展口岸签证工作。口岸客货设计能力为600万人次/550万吨。